# Peter van der Kwaak
Peter van der Kwaak (Haarlem, 12 oktober 1968) is een Nederlands voormalig voetballer die als doelman speelde.
In het seizoen 1993/94 was hij derde doelman bij AFC Ajax. Van der Kwaak debuteerde bij Dordrecht '90 en speelde van 1998 tot 2002 in Engeland. Na een periode bij Go Ahead Eagles bouwde bij af bij Excelsior '31. Daar was hij nadien keeperstrainer en assistent-trainer. In 2007 werd hij keeperstrainer bij SVVN waar hij in april 2008 tijdelijk hoofdtrainer was.